# Hohteichbach
Der Hohteichbach ist ein Bach im Gebiet der Kleinstadt Ilshofen im Landkreis Schwäbisch Hall im nordöstlichen Baden-Württemberg. Er entspringt an der Nordwestspitze des Burgbergwaldes und mündet nach einem etwa westwärts führendem Lauf von etwa 5,5 Kilometern Länge unterhalb des von ihm durchquerten Ilshofener Dorfes Unteraspach von links in die untere Schmerach.

## Geographie

### Quelle und Verlauf
Der Hohteichbach entsteht etwa einen Kilometer östlich von Gaugshausen im recht welligen Hinteren Wasen und wenig vor dem Bergwald Muldscherre als Feldrandgraben. Zwischen den Gipskeuper-Hängen des Waldes (Grabfeld-Formation) laufen von weiter im Osten her noch einige kleine und flache Lehmklingen heran, die aber kaum je Wasser führen.
Fast von Anfang an strebt der Bach westwärts, unterquert am Ortsrand des kleinen Dorfes Gaugshausen den Damm der Bahnstrecke Crailsheim–Heilbronn und fließt dann im Lettenkeuper (Erfurt-Formation), in einem flachen und wenig eingetieften Wiesental, dem hier einige recht kurze Nebenbäche von den Randhügeln zulaufen, die sommers oft trocken liegen. Sie begleiten oft Feldwege, die im Zuge der Flurbereinigung angelegt wurden, doch zeigen einige an den Unterläufen kleine Talbildungen. Zwei rechte Bäche beginnen dicht an einer Feldweggabel, an der eine winzige Lache, die aber auch im Sommer wohl kaum austrocknet, hinter Hecken verborgen liegt.
Ab Gaugshausen wird der Bach in seiner kleinen Mulde stets von einer Fahrstraße begleitet. Er passiert an der Talquerung der K 2668 Großaltdorf–Ilshofen den Weiler Oberaspach, der jenseits des eher Bodenwelle zu nennenden rechten Hügelzuges im rechten Nebental seines längsten Zuflusses fast verborgen liegt, und erreicht dann Unteraspach, wo ihn von rechts und in spitzem Winkel dieser knapp 2 km lange Lindlesbach zuläuft, der als Feldweggraben beginnt, Oberaspach durchquert und zuletzt in Unteraspach verdolt läuft. Am westlichen Dorfende fließt der Hohteichbach hier keine 40 m unter der fernen rechten Randhöhe und etwa 20 m unter der linken.
Nach Unteraspach, wo die Talsohle zuletzt auf etwa 402 m ü. NN liegt, beginnt die steil eingeschnittene und enge Hoheteichklinge im Oberen Muschelkalk, in der der Bach auf etwa eindreiviertel Kilometer über Felsbänke etwa 85 m abfällt. In ihr gibt es weder Weg noch Steg und an ihrem Ende ergießt sich der Bach über Schotterbänke von rechts in die Schmerach, etwa 1½ km bevor deren eigene Klinge ins Bühlertal bei Oberscheffach einmündet.

### Einzugsgebiet
Das  Einzugsgebiet des Hoheteichbachs umfasst 6,1 km². Es hat etwa die Kontur eines schlanken, breitengradparallelen Kreissegments mit nordwärtigem Bogen und streckt sich vom Ost nach West fast sechs Kilometer weit bei einer Breite von meist wenig mehr als einem Kilometer; weil der einzige bedeutende Zufluss Lindlesbach von der rechten Seite zufließt, liegt die Wasserscheide im Norden ferner zum Hohteichbach, während die südliche meist in geringem Abstand den linken Randhügeln der unmittelbaren Talmulde folgt.
Die größten Höhen werden im Osten auf dem Kamm des Nordwestausläufers des Burgbergwaldes im Vorderen Holz (maximal 476,4 m ü. NN) und dann der Muldscherre (maximal 473,8 m ü. NN) erreicht, über die sich der Hügelwald nach Eckartshausen vorstreckt. Westlich vor den Bergwaldhängen übersteigen die Höhen in der Ebene kaum je einmal 440 m ü. NN, die Mündung liegt auf 316,6 m ü. NN.
Im Südosten auf einer Linie von der Straße Vellberg-Großaltdorf–Oberaspach (K 2668) bis ins Vordere Holz konkurriert jenseits der obere Aalenbach, überall sonst liegt Einzugsgebiet der Schmerach an. Dabei treten jenseits der Wasserscheide nur in Mündungsnähe erwähnenswerte Zuflüsse von ihr auf, nämlich der Steinbach bei Steinbächle im Nordosten und der Finsterbach im Südwesten, beide ziehen ungefähr parallel zum Hohteichbach westwärts und münden ebenfalls durch steile Klingentäler in die Schmerach.
Das gesamte Einzugsgebiet liegt im Gebiet der Stadt Ilshofen, abgesehen von zwei winzigen und unbesiedelten Schnipseln am Südrand, die vellbergisch sind.

### Zuflusssystem
Liste der Zuflüsse und  Seen von der Quelle zur Mündung. Gewässerlänge, Seefläche und Einzugsgebiet und Höhe nach den entsprechenden Layern auf der Onlinekarte der LUBW. Andere Quellen für die Angaben sind vermerkt.
Ursprung des Hohteichbach auf etwa 437 m ü. NN ca. 1,1 km östlich von Gaugshausen im Hinteren Wasen  nahe dem Waldrand zur Muldscherre.
- (Unbeständig fließender Feldweggraben), von links und Süden noch vor dem Damm der Bahnstrecke Crailsheim–Heilbronn, ca. 0,3 km und ca. 0,1 km². Entsteht an einem Feldweg
- (Unbeständiger Bach), von links und Südosten auf etwa 421 m ü. NN kurz vor dem unteren Ortsrand von Gaugshausen, ca. 0,6 km und ca. 0,4 km². Entsteht auf etwa 429 m ü. NN als Feldweggraben im nördlichen Kirchsbühl (oder Kirschbühl?).
- (Unbeständiger Bach), von rechts und Nordnordosten am westlichen Ortsrand von Gaugshausen auf etwa 421 m ü. NN, ca. 0,7 km und ca. 0,1 km². Entsteht auf etwa 435 m ü. NN an einem Feldweg östlich der Holzwiesen, dem er lange südwärts als Graben folgt.
- (Unbeständiger Bach durchs Gewann Fischgrube), von rechts und Nordosten am westlichen Ortsrand von Gaugshausen auf etwa 419 m ü. NN, ca. 0,8 km und ca. 0,3 km².
  -  Entfließt auf etwa 435 m ü. NN einer von Bäumen verstellten Lache (Fischgrube ?) an der Kreuzung des beim vorigen Zufluss genannten Feldwegs mit dem Kirchenweg, unter 0,1 ha.[LUBW 8]
- Lindlesbach, von rechts und Ostnordosten auf unter 405 m ü. NN in Unteraspach am Abzweig der Badstraße von der Klingenstraße, 1,9 km.[LUBW 3] und ca. 1,3 km². Entsteht auf etwa  434 m ü. NN zwischen Feldern im Lindle, läuft durch Ober- und Unteraspach, in letzterem verdolt.

Beginn der steil eingeschnittenen Hoheteichklinge (!) am westlichen Ortsrand von Unteraspach
Mündung des Hohteichbachs auf 316,6 m ü. NN von links und Osten in deren Unterlaufklinge in die Schmerach, wenige Schritte von deren unterster Waldwegfurt, etwa 1,7 km westsüdwestlich der Unteraspacher Ortsmitte. Der Hohteichbach ist nach 5,6 km lang und hat ein Einzugsgebiet von 6,1 km².

### Ortschaften
Am Hohteichbach liegen nacheinander Gaugshausen und Unteraspach, am zulaufenden Lindlesbach Ober- und Unteraspach. Andere Siedlungen im Einzugsgebiet gibt es keine.

### Landschaft und Natur
Der Hohteichbach durchfließt bis nach Unteraspach in flacher und kleiner Talmulde eine ebene bis kleinhügelige, gänzlich waldlose Flur, in der, abgesehen von Grünlandsäumen entlang der beiden größeren Bachläufe, der Ackerbau dominiert. Die Region ist großflächig flurbereinigt und von einem regelmäßig angelegten Netz von befestigten Feldwegen überzogen, die kaum je von Hecken begleitet sind. Im anschließenden Kerbtal der Hoheteichklinge steht an steilen Hängen Wald, ebenso auf beiden Mündungsspornen und östlich-oberhalb der Quelle an den flacheren Hängen zum nordwestlichen Vorsprung des Burgbergwaldes auf Eckartshausen zu.
Das Einzugsgebiet gehört größtenteils zum Unterraum Haller Ebene des Naturraums Mittlere Hohenloher Ebene, der Hanganstieg ganz im Osten über dem Oberlauf zum Unterraum Burgberg-Vorhöhen und Speltachbucht des benachbarten Naturraums Schwäbisch-Fränkische Waldberge. Die Hoheteichklinge gehört wie die Schmerachklinge dem Landschaftsschutzgebiet Bühlertal zwischen Vellberg und Geislingen mit Nebentälern und angrenzenden Gebieten an.
Südlich von Gaugshausen liegt ein kleiner Teil des 1985 unter Schutz gestellten Naturschutzgebietes Gipsbruch Kirchbühl im Einzugsbereich. Nach Einstellung des Gipsabbaus hat sich dort ein Sekundärbiotop entwickelt, in dem etliche Vogel- und Amphibienarten vorkommen, darunter sehr zahlreich der Laubfrosch, sowie Reptilien, Libellen und Schmetterlinge.
Unter Biotopschutz stehen eine Gipsdoline nahe am Naturschutzgebiet, Magerrasenstücke an der Dammböschung der Bahnstrecke Crailsheim–Heilbronn, die bei Gaugshausen das obere Einzugsgebiet quert, einige Feuchtgebiete östlich von Gaugshausen, wenige Feldhecken am mittleren Lauf und am oberen Lindlesbach, darunter der Saum der erwähnten Lache nördlich von Gaugshausen, sowie der Schluchtwald der Hoheteichklinge.
Über den rechten Mündungssporn ziehen sich Reste von Abschnittswällen.

### LUBW
Amtliche Online-Gewässerkarte mit passendem Ausschnitt und den hier benutzten Layern: Lauf und Einzugsgebiet des Hohteichbachs

Allgemeiner Einstieg ohne Voreinstellungen und Layer: Daten- und Kartendienst der Landesanstalt für Umwelt Baden-Württemberg (LUBW) (Hinweise)
1. 1 2  Höhe nach dem Höhenlinienbild auf dem Hintergrundlayer Topographische Karte.
2. 1 2  Höhe nach schwarzer Beschriftung auf dem Hintergrundlayer Topographische Karte.
3. 1 2 3  Länge nach dem Layer Gewässernetz (AWGN).
4. 1 2  Einzugsgebiet nach dem Layer Basiseinzugsgebiet (AWGN).
5. ↑  Länge abgemessen auf dem Hintergrundlayer Topographische Karte.
6. ↑  Seefläche nach dem Layer Stehende Gewässer.
7. ↑  Einzugsgebiet abgemessen auf dem Hintergrundlayer Topographische Karte.
8. ↑  Seefläche abgemessen auf dem Hintergrundlayer Topographische Karte.
9. ↑  Steckbrief des Naturschutzgebietes „Gipsbruch Kirchbühl“.
10. ↑  Biotope nach dem Layer Biotope nach Naturschutzgesetz und Landeswaldgesetz.

Amtliches Datenportal zum Gewässerabfluss (ohne Voreinstellungen und Layer): Abfluss-BW – ein Daten- und Kartendienst der Landesanstalt für Umwelt Baden-Württemberg (Hinweise)
1. 1 2  Höhe nach Legendenpunkt Höhenlinie (nur bei Maßstäben unter 1: 100.000; 1m-Höhenlinien erst ab 1:3000).

### Andere Nachweise
1. ↑  Geologie nach: Mapserver des Landesamtes für Geologie, Rohstoffe und Bergbau (LGRB) (Hinweise)
2. ↑  Wolf-Dieter Sick: Geographische Landesaufnahme: Die naturräumlichen Einheiten auf Blatt 162 Rothenburg o. d. Tauber. Bundesanstalt für Landeskunde, Bad Godesberg 1962. → Online-Karte (PDF; 4,7 MB)